# Portas borboleta

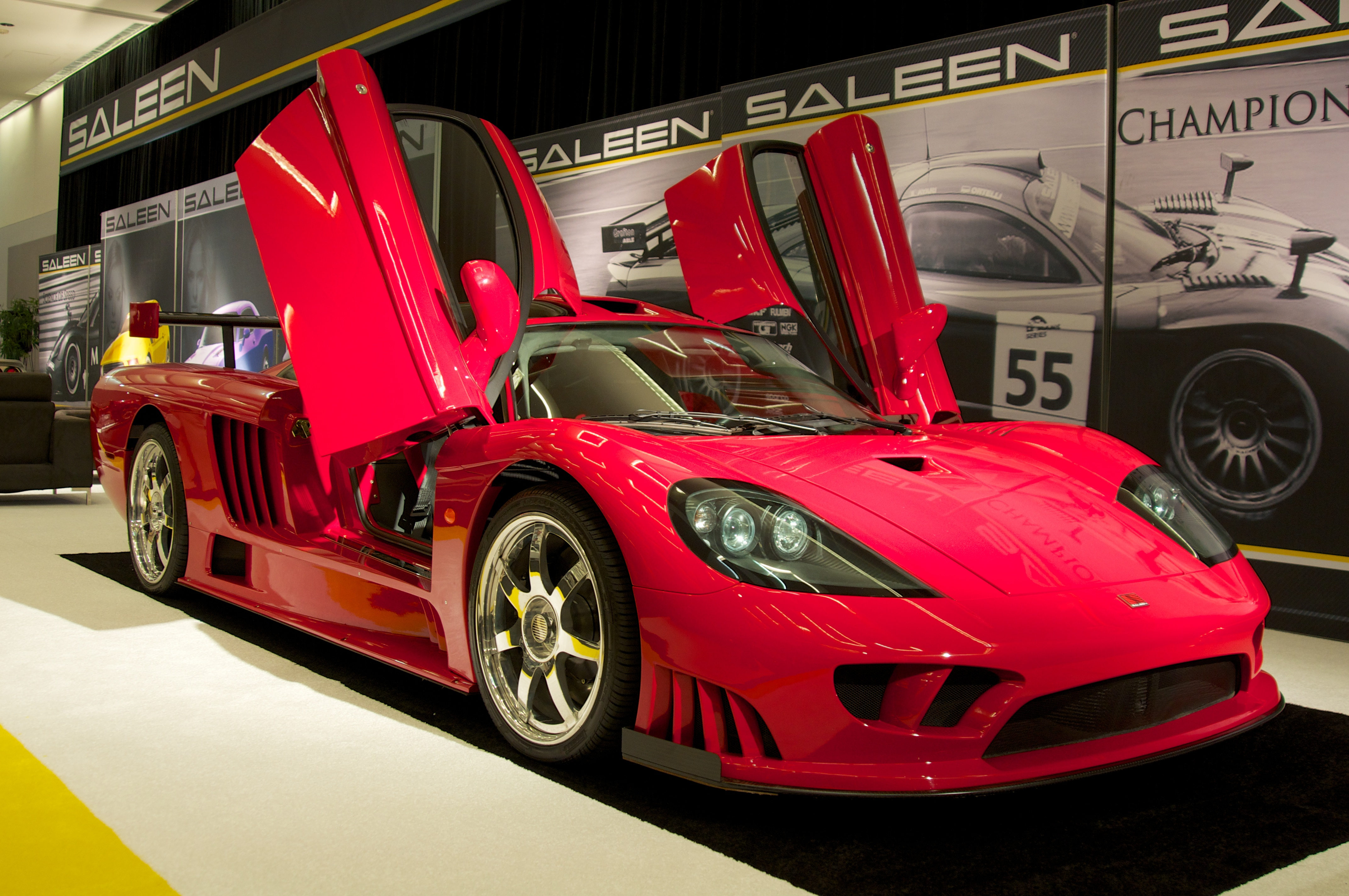
Saleen S7 com as portas abertas.

As portas borboleta são um tipo de portas de automóvel frequentemente vistas em carros de alto desempenho. São semelhantes às portas tesoura, mas enquanto as portas tesoura se movem para frente e para cima, as portas borboleta também giram conforme se movem, tornando mais fácil entrar e sair do carro, enquanto economiza espaço. Nestas portas as charneiras geralmente ficam na coluna A, e quando são abertas, as portas lembram as asas de uma borboleta.
Carros desportivos como o Alfa Romeo 33 Stradale e o Toyota Sera, e superdesportivos como o McLaren F1, o Saleen S7, o Ferrari Enzo e o Mercedes-Benz SLR McLaren, entre outros, têm portas borboleta.